# Оркен (Атырауская область)
Оркен (каз. Өркен, до 2008 г. — Гран) — село в Исатайском районе Атырауской области Казахстана. Входит в состав Аккистауского сельского округа. Код КАТО — 234230200.
В 2010 году в селе открылась школа на 250 мест.

## Население
В 1999 году население села составляло 207 человек (105 мужчин и 102 женщины). По данным переписи 2009 года, в селе проживало 546 человек (276 мужчин и 270 женщин).